# Новобіличі (масив)
Новобі́личі — селище та житловий масив у Святошинському районі міста Києва. Назва походить від розташованого поряд с. Біличі. Територія межує: з півночі та заходу — Святошинським лісництвом КП «Святошинське лісопаркове господарство», з півдня — житловою забудовою 16-го та 17-го мікрорайонів «Біличі», зі сходу — науково-виробничою зоною (промрайон «Нивки»).
Селище Новобіличі (нині — 20-й мікрорайон) розташоване між вулицями Генерала Наумова, Підлісна, Олевська та Робітнича (вздовж залізниці Київ — Коростень). Розплановане на початку 1940-х років, забудоване у 1948–1957 роках індивідуальними (садибними) житловими будинками (деякі будинки знесені наприкінці 1970-х років під час будівництва шляхопроводу по проспекту Академіка Палладіна). Більшість вулиць отримали назви у 1944 році, решта — у 1955–1957 роках. У 1966 році територію селища виокремлено з Києво-Святошинського району Київської області та включено до меж міста Києва. В окремих кварталах північно-західної частини мікрорайону з'являється житлова багатоповерхова забудова. 
Житловий масив «Новобіличі» (18-й та 19-й мікрорайон) розташований між вулицями Академіка Булаховського, Генерала Наумова та промзоною. Забудований у 1975–1979 роках.
Назву Новобіличанська вулиця мав сучасний проспект Академіка Палладіна.
29 квітня 2017 року в Новобіличах Святійший Патріарх Київський і всієї Руси-України Філарет освятив храм на честь Святого Духа.

## Персоналії
- Матвієнко Володимир Анатолійович (1982—2018) — сержант Збройних сил України, загинув внаслідок мінометного обстрілу терористами біля смт Луганське під час проведення Антитерористичної операції на сході України.